# Claudio Scajola
Claudio Scajola (Imperia, 15 januari 1948) was de Italiaanse minister van Industrie in het kabinet-Berlusconi III. In het voorgaande kabinet van Berlusconi bekleedde hij enige tijd de functie van minister van Binnenlandse Zaken. Scajola studeerde af in de Rechtsgeleerdheid aan de Universiteit van Genua.

## Loopbaan
Al op jonge leeftijd was Scajola betrokken bij politieke activiteiten, zo zette hij zich als activist in voor de jongerenbeweging van de Democrazia Cristiana, en nam hij later plaats in het nationale bestuur van deze partij. Op 27-jarige leeftijd wordt Scajola dan in 1975 aangesteld als leidinggevende van het regionale ziekenhuis van Costarainera, gelegen in de provincie Imperia. Vijf jaar later heeft hij zich binnen de partijhiërarchie van de DC omhoog weten te werken en neemt hij plaats in de gemeenteraad. Vanuit deze positie wordt hij in 1982 bovendien verkozen tot burgemeester van Imperia.
Wanneer Scajola echter in verband wordt gebracht met justitieel belastende informatie, is hij gedwongen zijn functies neer te leggen en af te treden als burgemeester. Als hij in 1990 dan toch herkozen wordt als burgemeester van Imperia behoudt hij deze functie tot aan 1995. In dat jaar wordt hij, naar aanleiding van zijn optreden tijdens de gemeenteraadsverkiezingen en dankzij zijn goede resultaten in de periode daaraan voorafgaand, door Silvio Berlusconi gevraagd toe te treden tot zijn Forza Italia. Scajola gaat in op zijn verzoek en wordt binnen Forza Italia direct aangesteld als partijcoördinator met de verantwoordelijkheid voor de provincie Imperia. Wanneer de landelijke verkiezingen één jaar later in 1996 gehouden worden, wordt Scajola in de Italiaanse Kamer gekozen als afgevaardigde van het district Liguria 2. Met deze verkiezing neemt Scajola tegelijkertijd plaats in het Casa delle Libertà, de coalitie van Berlusconi. Bovendien geeft Berlusconi hem in datzelfde jaar nog de verantwoordelijkheid over de landelijke partijorganisatie van Forza Italia, wat in 1998 nog eens wordt bekrachtigd wanneer Scajola officieel de titel van partijcoördinator krijgt.

## Ministerschappen
In 2001 wordt Claudio Scajola herkozen en haalt hij eveneens in de Marche en Apulië de meerderheid van de stemmen. Ook is 2001 het jaar waarin hij zijn eerste ministerpost als minister van Binnenlandse Zaken krijgt toegewezen en wel binnen de tweede regering Berlusconi. Los van zijn behaalde resultaten als politicus dient Scajola na veel politieke ophef rondom de moord op regeringsadviseur Marco Biagi in 2002 zijn ontslag in. Hij had verzoeken van Biagi om bewaking te krijgen, niet ingewilligd. In eerste instantie wordt dit ontslag niet ingewilligd door Berlusconi, maar uiteindelijk legt Scajola inderdaad zijn taken neer en stapt hij uit de regering. Voor de verkiezingen van de lagere overheden wordt hij binnen Forza Italia echter wel aangesteld als campagneleider.
Uiteindelijk keert Scajola in 2003 als minister terug in de regering, als opvolger van Giuseppe Pisanu, die vertrokken was naar de post Binnenlandse Zaken. Scajola krijgt het beheer over de Uitvoering van het Regeringsprogramma, een van de portefeuilleloze ministersposten in Italië. Wanneer in 2005 de derde regering Berlusconi van start gaat, treedt Scajola aan als minister van Industrie, een functie die hij tot op heden bekleedt.
Een van Scajola's meest recente bijdragen als minister van Industrie heeft betrekking op de herformulering van Wetsartikel 488, een wetsartikel waarmee de Italiaanse overheid zich inzet voor de innovatie en de facilitering binnen de sectoren Industrie, Toerisme en Handel en dan met name in het Mezzogiorno waar de economische problemen het grootst zijn.